# トヨタ・bZ3
bZ3（ビーズィースリー）は、トヨタ自動車とBYDの合弁会社であるBYD TOYOTA EV TECHNOLOGYと天津一汽トヨタ自動車が共同開発し、2023年より天津一汽トヨタ自動車が生産し、中国市場限定で販売されているセダン型の電気自動車である。

## 概要
2022年10月24日にbZシリーズの第2弾として中国で発表された。同年12月18日に予約受注を開始した。
プラットフォームはe-TNGAを採用。パワートレインは、正極にLFPを使用したBYD製のリチウムイオンバッテリーをベースに、トヨタが電池構造、冷却システム、制御システムと安全監視システムを設計した。航続距離は、中国のCLTCモードで616kmとなる。開発コンセプトは「ファミリー・ラウンジ」。乗車定員は五人である。外観ではbZシリーズの共通意匠であるハンマーヘッドデザインを採用している。 Cd値は0.218となっている。 インテリアは、縦型の12.8インチ大型センターディスプレイを中心にトレイ型のコンソールを一体化させたものとなっており、トヨタはデジタルアイランドと呼称した。
2022年12月18日、中国で予約受注を開始。グレードは「精英PRO」、「超航続距離PRO」、「超航続距離Premium」となる。
2023年4月16日、一汽トヨタが発売を開始。